# Удар

Пружний удар двох однакових за масою тіл

Абсолютно непружний удар двох тіл

Удар, зіткнення — подія, за якої фізичні тіла взаємодіють між собою зі значними силами впродовж відносно короткого проміжку часу.
Хоча найбільш поширене використання слова зіткнення стосується явищ, коли два або більше предметів стикаються з неабиякою силою, наукове застосування цього терміна нічого не говорить про величину сили.
Також, у фізиці удар можна класифікувати за зміною повної кінетичної енергії системи, до та після зіткнення.
Розрізняють пружні удари і непружні удари. Під час пружного удару, дотримується закон збереження механічної енергії — сума потенціальних і кінетичних енергій механічного руху тіл зберігається. У разі непружного зіткнення, частина енергії перетворюється на тепло і механічна система втрачає енергію. Цілком непружним ударом називають такий удар, коли вся енергія відносного руху тіл переходить у тепло і тіла злипаються.
При ударі виконується закон збереження імпульсу.

## Центральний удар двох тіл
Загалом після удару двох тіл, вони можуть обертатися і розлітатися в різні боки. Такий удар складний для пояснення. Найпростіше розглянути серединний або лобовий удар, коли відносний рух тіл відбувається вздовж однієї прямої. Такий удар можна розглядати в системі відліку, в якій друге тіло перед ударом перебувало у стані спокою.
Під час удару, частина енергії розсіюється. Оцінити частку енергії, що розсіюється таким чином, можна за допомогою коефіцієнту відновлювання, що дорівнює відношенню швидкостей тіл відносно одне одного до удару і після:
{\displaystyle C_{R}={\frac {v_{b}-v_{a}}{u_{a}-u_{b}}},}
Якщо {\displaystyle C_{R}=1}, то кінетична енергія тіл після удару не змінюється, і такий удар називається абсолютно пружним. Інакше удар є непружним. Якщо {\displaystyle C_{R}=0}, тобто, після удару тіла "злипаються" і починають рухатися як одне ціле, удар називається абсолютно непружним.
Закони збереження енергії та імпульсу дозволяють записати систему рівнянь у випадку пружного і непружного удару

### Абсолютно пружний удар
Закон збереження імпульсу:
{\displaystyle m_{1}v_{1}+m_{2}v_{2}=m_{1}v_{1}^{\prime }+m_{2}v_{2}^{\prime }}
Закон збереження енергії
{\displaystyle {\frac {m_{1}v_{1}^{2}}{2}}+{\frac {m_{2}v_{2}^{2}}{2}}={\frac {m_{1}v_{1}^{\prime 2}}{2}}+{\frac {m_{2}v_{2}^{\prime 2}}{2}}}
Тут штриховані змінні позначають швидкості тіл після удару. Розв'язок цієї системи рівнянь:
{\displaystyle v_{1}^{\prime }={\frac {m_{1}-m_{2}}{m_{1}+m_{2}}}v_{1}},
{\displaystyle v_{2}^{\prime }={\frac {2m_{1}}{m_{1}+m_{2}}}v_{1}}.
Особливо цікавий випадок рівності мас. Тоді
{\displaystyle v_{1}^{\prime }=0},
{\displaystyle v_{2}^{\prime }=v_{1}}
Після удару перше тіло повністю зупиняється і передає власну кінетичну енергію другому тілу.
Якщо перше тіло легше від другого, то воно відскочить назад. Якщо важче — продовжуватиме рухатися в тому ж напрямку.

### Абсолютно непружне зіткнення
За законом збереження імпульсу:
{\displaystyle m_{1}v_{1}+m_{2}v_{2}=(m_{1}+m_{2})V\,},
де V — швидкість злиплих тіл. Як наслідок
{\displaystyle V={\frac {m_{1}}{m_{1}+m_{2}}}v_{1}}.
Загальна кінетична енергія зменшується, оскільки частина її переходить у теплову, звукову тощо.

## Параметр удару
У простій теорії зіткнень твердих куль — найменша віддаль
зближення центрів тяжіння при зіткненні двох частинок у разі відсутності сил взаємодії між ними, якщо траєкторії
руху кожної з частинок не відхиляються від прямолінійності
внаслідок удару (лежать на одній прямій лінії після удару).